# Pollitos pintados

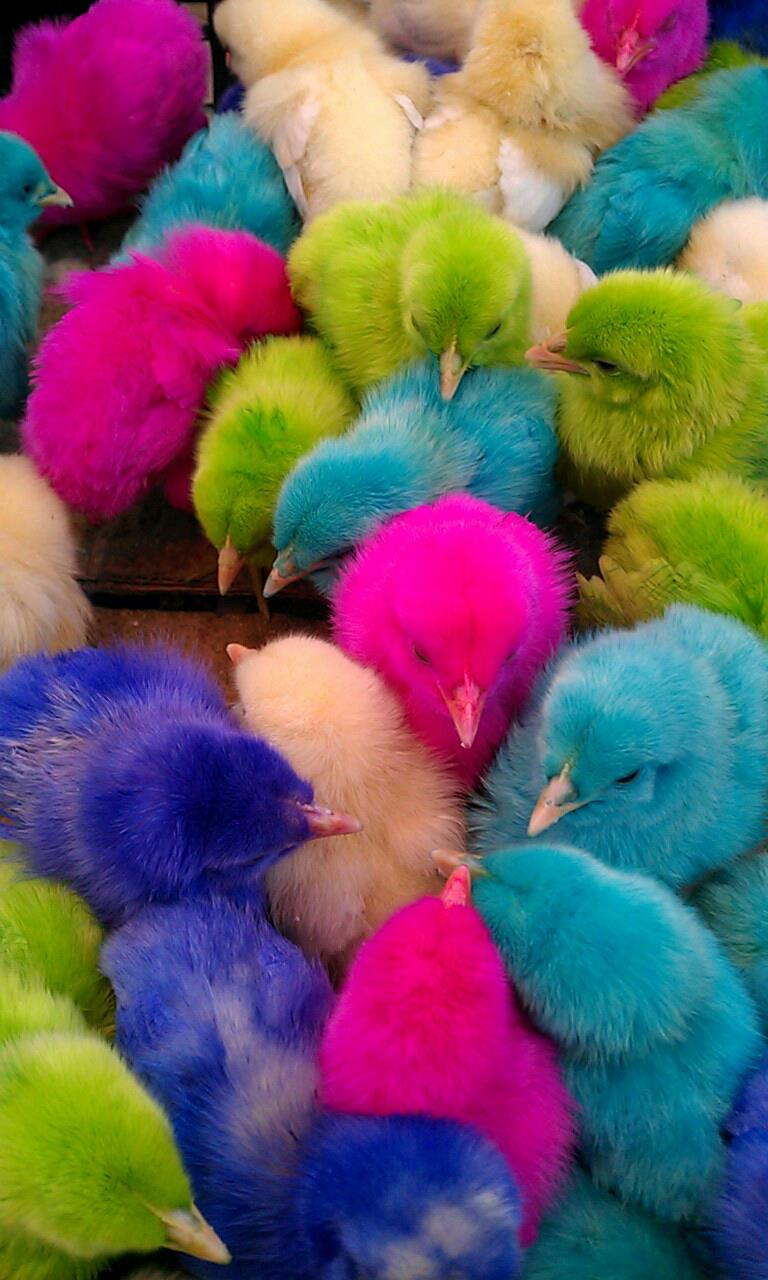
Pollitos de colores en una tienda. Nótese que algunos están despintados debido a la renovación de plumas.

Los pollitos pintados, también conocidos como pollitos de colores, son crías de gallinas o de otras aves, artificialmente tintados de colores, con productos que podrían ser tóxicos, para ser vendidos habitualmente en mercados callejeros, como juguetes o como mascotas.
Después de un tiempo breve suelen perder la vida por los materiales tóxicos

## Origen

Países que oficialmente producen y distribuyen la venta de pollitos pintados. Países en rojo son lugares donde la elaboración y la venta son muy elevadas.

Se desconoce cuándo se inició la práctica de pintar y vender pollitos de colores al público, solo se sabe que se produce desde varias décadas atrás, y está muy arraigado en China, donde junto con Colombia y México, son los principales países donde se elaboran y comercializan los pollitos de distintos colores.
En algunos lugares, teñir pollos ha sido una larga tradición durante la época de Pascua. En países como Estados Unidos, en varias granjas se suelen entintar pollos usando colorantes vegetales de varios colores tales como rojo, neón, azul, amarillo, verde, negro, canela, rosa pastel, entre otros, para venderlos como adornos o juguetes a un precio módico, y una vez que pierden su color debido a que renuevan sus plumas, son abandonados por sus dueños o mueren por negligencia. Sin embargo, en otros países como México, India, Marruecos o Filipinas, la producción es continua y suelen encontrarse en zonas donde abundan tanto turistas como niños, y aunque se suelen pintar con colores intensos usando también colorantes vegetales, la mayoría de las veces se utilizan sustancias tóxicas tales como peróxido (tinte para cabello), colorante para telas, tartrazina, entre otros químicos que podrían ser corrosivos y podrían generar quemaduras.

## Proceso de entintado y distribución
Existen varios sitios que tienen guías sobre pintar pollos en varios colores, las cuales existen dos tipos de proceso:

### Pintar pollos recién nacidos
Se necesita antes que nada, pollos recién nacidos, anilina, un colorante deseado, una cubeta y un recipiente. Primero se colocan los pollos en la cubeta, luego se procede a combinar el tinte con la anilina, que esta funciona como fijador para mantener el color en las plumas del ave, luego la mezcla se echa en los polluelos mientras son amasados para que la mezcla sea uniforme y todas las aves queden pintadas. Una vez terminado, se vierte la cubeta sobre el recipiente, especialmente uno cuyas paredes sean a modo de rejilla y se dejan secar al sol.
Sin embargo, la mayoría de los pollos mueren horas o días después de haber pasado por el proceso, debido a que dependiendo qué tinte utilizan las personas, pues la mayoría de ellas son tan tóxicas, que la mayoría fallecen antes de poder ser vendidos.

### Coloración mediante inyección a embriones de pollo
Para teñir polluelos que todavía están el cascarón, se necesita mucha habilidad y experiencia, porque en el procedimiento implicará colocar una inyección en el embrión. Se necesita colorante vegetal en concentraciones de 2% o 3%, pañuelos de alcohol con 95% de alcohol isopropílico, agujas hipodérmicas de calibre 20, parafina o vendaje adhesivo estéril, y huevos de gallina de entre 11 y 14 días de incubación.
Primero se deben esterilizar los huevos y la aguja hipodérmica usando los paños con alcohol isopropílico, luego se deben dejar a secar, asegurándose de que no se ensucien ni se contaminen mientras se sequen, lo cual es recomendable colocarlo sobre una gasa estéril. Una vez secos, rellenar una jeringa con cinco mililitros con el colorante deseado y junto con la aguja esterilizada perforar la cáscara por la parte de la misma con una separación de una pulgada de distancia del centro del huevo, de modo que la aguja esté entre el saco vitelino y el albumen. Se debe tener en cuenta que no se debe empujar demasiado la aguja o podría dañar al feto. También se debe cambiar la aguja por cada huevo para asegurar la esterilidad. Finalmente, inyectar el tinte al huevo lentamente y con cuidado para evitar que se desborde.
Al terminar, se debe proceder a cerrar el hoyo con parafina derretida, asegurándose que todo el hoyo esté totalmente cubierto. En caso de no tener parafina, se puede reeplazar utilizando una vendita y regresar los huevos a la incubadora. Todo el proceso de inyectar y cubrir debe realizarse en menos de treinta minutos, pues no se debe superar el límite ya que los embriones podrían sufrir daños y morir.
Las probabilidades de equivocarse al momento de inyección, calcular mal el tiempo límite, o no asegurar bien el agujero después de la inyección entre otros inconvenientes, pueden ser muy altas. Sin embargo, de no haber complicación alguna, los pollos, al nacer, sadrán pintados del color que se les colocó. El color irá desapareciendo conforme los pollos cambien de plumas periódicamente.

## Situaciones en otros países

### China, Colombia y México

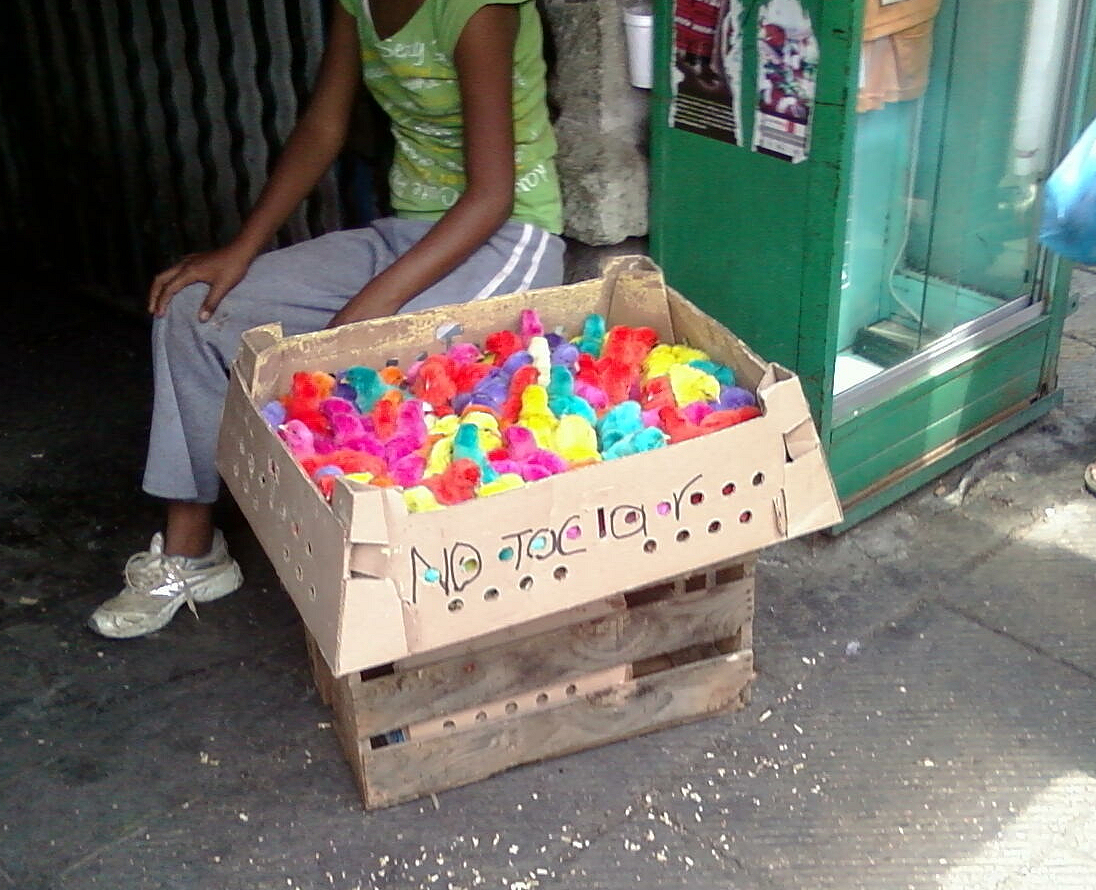
Pollitos a la venta por una vendedora callejera en Oaxaca, México.

En estos países son considerados por ser donde la producción y la venta de pollitos pintados son altamente demandados y a mayoría sin consentimientos y/o sin licencia de sanidad y en malas condiciones. En México y en Colombia, a pesar de que en varios distritos o entidades la municipalidad promete hacer operaciones, al final no queda en nada o simplemente es caso omiso. Lo que lo diferencia de Colombia, es que a los pollitos les agregan sombreritos hechos de poliestireno pegados en la cabeza con silicona, con intenciones de que se vean más llamativos. Por otro lado, China no solo colorea pollos, sino también codornices, en algunos casos con hacerlos pasar como los Angry Birds, colocados en pequeñas jaulas de dos en dos. Una de las ciudades de China más conocidas por vender pollitos pintados es en Zhengzhou, capital de la provincia de Henan.

### Estados Unidos

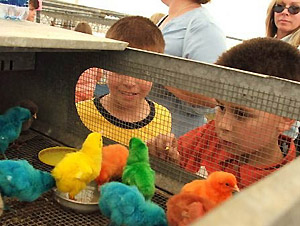
Niños contemplando algunos pollitos pintados en Florida, Estados Unidos.

En los Estados Unidos, el proceso de entintado se basa mediante inyección y esterilización de huevos en proceso de incubación. Se suelen producir en granjas y se utilizan colorantes vegetales para colorear. La producción únicamente se hace en época de Pascua, con motivos de ofrecer a la gente (especialmente a niños y turistas) como juguete desechable. Sin embargo, en algunos estados como Massachusetts, Míchigan, Ohio, California, Florida y Nueva York está prohibido tintar las aves. En algunas tiendas en las ciudades compran pollitos pintados al por mayor para venderlos junto con otros animales de colores en varias tiendas de mascotas.

### Filipinas y Malasia
Vendedores en la capital de Manila, Filipinas y en Malasia, se suelen pintar pollos para que se parezcan a los Angry Birds con el objetivo de aumentar las ventas. Según los comerciantes, pintan a las aves cuando tienen solo 45 días de vida con colorante de alimentos que según ellos, es totalmente inofensivo. Los activistas de los derechos de los animales están en contra de vender pollos recién nacidos y pintarlos el cual es una violación de la ley del bienestar del animal.

### Honduras, Guatemala y Puerto Rico
En estos tres países, la producción es moderada, especialmente en Guatemala y Honduras, que se volvió una nueva moda alrededor de 2011. Sin embargo, un año más tarde, se lanzó una petición con intenciones de erradicar la venta de pollitos de colores en Honduras con el fin de enviarlo al presidente de aquel entonces, Porfirio Lobo Sosa (que gobernó Honduras hasta 2014), alegando que las aves sufren pésimas condiciones de transporte, son tratados como si fueran prendas y mueren en proceso de entintado, ya sea por ahogamiento, aplastados, o con fracturas graves. En cuanto a Puerto Rico, la producción suele ser en Pascua, y no solo se limitan a pintar y decorar a pollos, sino que también utilizan conejos.

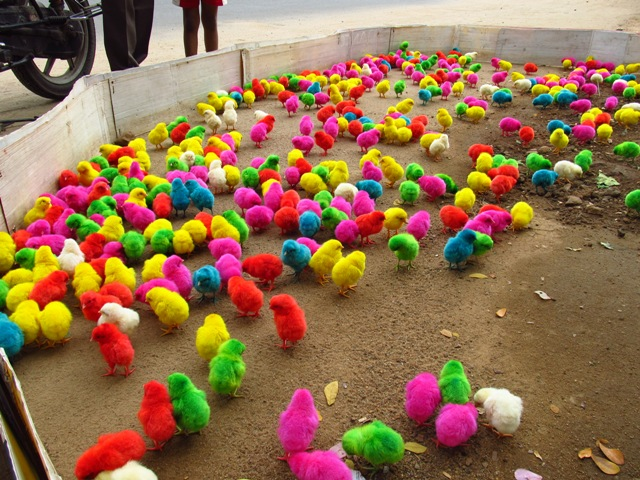
Pollitos encerrados en un corral esperando a ser comprados en la India.

### India e Indonesia
En ambos países, tanto en Amritsar, ciudad ubicada en el estado de Punyab, en India, como en la isla de Bali, provincia perteneciente a Indonesia, se suelen vender en zonas en donde puede haber gente de clase media y baja por el mínimo precio de 15$, como mascota para niños y a veces como atracción para turistas. Es desconocido si existen reglamentos que prohíban su venta al público.

### Japón

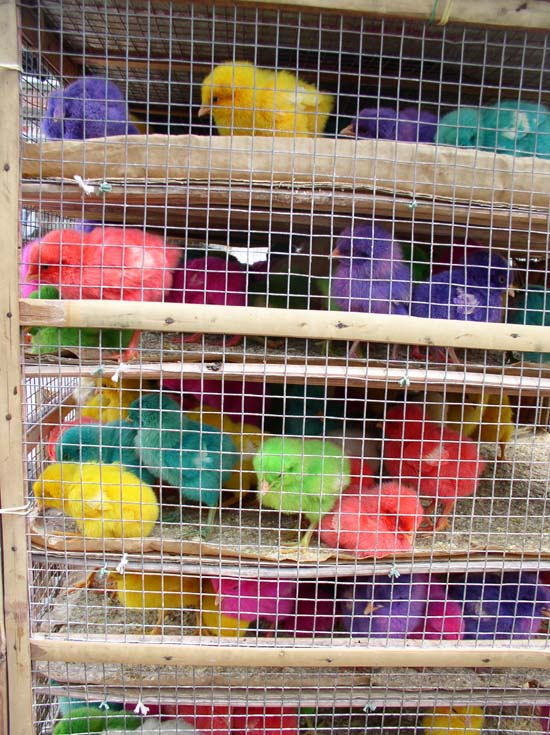
Pollitos de colores a la venta an Bali, Indonesia.

A diferencia de otros países, Japón es hasta ahora, uno de los países que actualmente se conoce que producía y vendía pollitos pintados aproximadamente en la Era Showa, entintando pollos a base de inyecciones con colorante vegetal (que para ese entonces, la jeringa ya se había inventado a mediados del siglo XIX), los cuales únicamente se elaboraban para venderlos en festivales de todo tipo, principalmente en puestos callejeros del mismo. Actualmente, Japón ya no produce dichos animales y es totalmente raro encontrar tiendas callejeras que vendan pollitos de colores, teniendo en cuenta que ya no pueden ser comprados en  ningún lugar.

### Jordania, Líbano, Yemen y Marruecos
En el Líbano y en Yemen, al igual que en Amán, capital de Jordania, suelen vender pollitos pintados en épocas de Pascua de Resurrección, Mientras que en Marruecos, se venden pollitos especialmente en el mes del Ramadán en Fez, en Fez-Bulmán.

### Perú
En Perú, la venta de pollitos de colores solía ser nula, hasta que el primer indicio se registró en la ciudad de Trujillo, en La Libertad en el 2013. Esto se produjo en un centro de abastos, donde un grupo de personas vendían pollitos vivos pintados de colores. A pesar de que esta denuncia se hizo a través de las redes sociales y la noticia se publicó en varios periódicos, esta práctica recibió una gran aceptación por parte de los trujillanos. Se desconoce si esta práctica se expandirá por todo el resto del país.